# Jungle (Tash Sultana)
Jungle è una canzone di Tash Sultana, cantante e polistrumentista di nazionalità australiana, pubblicata il 5 settembre 2016 come terzo ed ultimo singolo dell'EP Notion.
Il brano è presente nella colonna sonora del videogioco di calcio FIFA 18.

## Tracce
Download digitale
1. Jungle – 5:16

Download digitale
1. Jungle (radio edit) – 3:56

## Classifiche

### Classifiche settimanali
| Classifica (2016–17)      | Posizione massima |
| ------------------------- | ----------------- |
| Australia                 | 39                |
| Stati Uniti (Alternative) | 39                |

### Classifiche di fine anno
| Classifica (2017)                     | Posizione |
| ------------------------------------- | --------- |
| Australia (Australian Artist Singles) | 16        |